# Мери Бери
Мери Бери (енгл. Mary Berry; Бат, 24. март 1935) је британска куварица, ауторка кулинарских књига и телевизијска водитељка. Објавила је више од 75 књига  о кувању од којих је најуспешнија Baking Bible из 2009. године. Била је чланица жирија познате британске емисије The Great British Bake Off од 2010. до 2016. године.

## Биографија
Мери Бери је рођена 24. марта 1935. у Бату као Mary-Rosa Alleyne Berry. Била је друго од троје деце Маргарет и Алијана Вилијама Стјуарта Берија. Алијан је био геометар и 1952. је постао градоначелник Бата. Прадјед јој је био пекар. Њена мајка Маргарет је умрла 2011. у 105. години.
У доби од 13 година, Мери Бери се заразила полиомијелитисом и провела је три мјесеца у болници. Због тога је има искривљену кичму, слабију и тању леву руку. Похађала је средњу школу у Бату, где је развила своје кулинарске способности. Њено прво јело које је направила у школи био је спужвасти пудинг који је понијела кући, а отац јој је рекао да је добар као мајчин. Затим је у Бату студирала угоститељство. Похађала је познату школу Le Cordon Bleu.
Напустила је холандску фирму за млечне производе (у којој је у младости радила) да би постала испитивач рецепта за фирму Benson's. Тада је почела да пише своју прву књигу. 1966. године је постала уредница часописа Housewife. Такође је била уредница дела о храни у часопису Ideal Home од 1970. до 1973. године. Њена прва књига о кувању, The Hamlyn All Colour Cookbook, објављена је 1970. године. Своју сопствену палету производа објавила је 1994. године са ћерком Анабел. Њени производи се од тада продају у Уједињеном Краљевству, Ирској, Немачкој, али и у другим европским државама.
На BBC Two се појавила у емисији The Great British Food Revival, а њена емисија Mary Berry Cooks се почела приказивати 3. марта 2014. године. У мају 2015. године направила је своју нову емисију, Mary Berry's Absolute Favourites. У новембру 2015. године направљен је документарац о њој The Mary Berry Story. Те године је такође била у жирију америчке емисије The Great Holiday Baking Show. У новембру 2016. године добила је нову емисију која се приказивала суботом ујутро, а звала се Mary Berry Everyday. 2018. је била у жирију Britain's Best Home Cook са Деном Доретијем и Крисом Бавином.
Освојила је бројне награде у својој дугој каријери попут награде за најбољег ТВ члана жирија (за емисију The Great British Bake Off) и ордена британског царства за допринос кулинарству.

## The Great British Bake Off
Од 2010. до 2016. године била је чланица жирија емисије The Great British Bake Off, која се приказивала на ББЦ-у. Са њом је у жирију био познати пекар Паул Холивуд. Бери каже да је, од када раде заједно, много научила од њега. Њен рад у емисији са Холивудом довео је до "Гуардиана", у којем је објављено да су они најбољи ТВ жири икада. У септембру 2016. године емисија је пребачена са ББЦ-а на Канал 4. Тада је Мери Бери напустила емисију, док је Паул Холивуд остао у жирију.

## Лични живот
Мери Бери се удала за Паула Џона Марча Ханингса 1966. године. Имају троје деце Анабел Мери, Томаса Алијана и Вилијама Џона. Вилијам Џон је 1989. погинуо у саобраћајној несрећи. Заштитница је удруге Child Bereavement UK. У марту 2013. године освојила је друго место по "Гуардиану", у категорији најлепше обучених жена старијих од 50 година.